# Melissoptila similis
Melissoptila similis är en biart som beskrevs av Urban 1988. Melissoptila similis ingår i släktet Melissoptila och familjen långtungebin. Inga underarter finns listade i Catalogue of Life.